# Г̇
Г̇ (minuscule : г̇), appelé gé point suscrit, est une lettre additionnelle de l’alphabet cyrillique qui est utilisée dans la translittération de l’écriture arabe et a été utilisée dans l’alphabet de Nikolaï Fyodorovitch Katanov du bachkir. Elle est composée de la lettre gé ‹ Г › diacritée d’un point suscrit. 

## Utilisation
Dans le dictionnaire russe-pachto-dari de Konstantin Aleksandrovitch Lebedev publié en 1983 et les éditions suivantes, le gé point suscrit ‹ г̇ › est utilisé pour translittérer la lettre ghayn ‹ غ ›.
Le gé point suscrit de l’alphabet bachkir de Nikolaï Fyodorovitch Katanov a notamment été utilisé dans une traduction bachkir des Évangiles par la Société biblique publié en 1902. Elle est retranscrite à l’aide du gé barré ‹ Ғ › dans l’alphabet cyrillique bachkir de 1938.

## Représentations informatiques
Le gé point suscrit peut être représenté avec les caractères Unicode suivants  :
- décomposé (cyrillique, diacritiques)

| formes    | représentations | chaînes de caractères | points de code | descriptions                                             |
| --------- | --------------- | --------------------- | -------------- | -------------------------------------------------------- |
| capitale  | Г̇               | Г◌̇                    | U+0413 U+0307  | lettre majuscule cyrillique gé diacritique point suscrit |
| minuscule | г̇               | г◌̇                    | U+0433 U+0307  | lettre minuscule cyrillique gé diacritique point suscrit |